# 韓鶴子
韓 鶴子（朝鮮語: 한 학자、ハン・ハクチャ、1943年2月10日（陰暦1月6日）  - ）は、世界平和統一家庭連合（旧・世界基督教統一神霊協会。通称: 統一教会、統一協会）の教祖・文鮮明の2番目の妻。世界平和統一家庭連合の総裁。関連団体である世界平和女性連合、天宙平和連合の総裁。本貫は清州韓氏。

## 来歴

### 生い立ち
日本併合時代の朝鮮半島の平安南道の安州の信里という村（現在は北朝鮮領）に韓承運（ハン・スンウン）と洪順愛（ホン・スネ）の一人娘として生まれた。洪家の家系は三代続けて娘一人の家系であるという。母親は金聖道率いる朝鮮独自のキリスト教の一派、聖主教の信者で、宗教活動に忙しく、そのため祖母に育てられた。
1951年1月4日、朝鮮戦争の最中に江原道（カンウォンド）春川（チュンチョン）市に一時寄居し、そこの小学校に通った。1954年5月、文鮮明はソウルで世界基督教統一神霊協会を設立した。この年に母親は初めて文鮮明と会った。1955年、母親と共にソウルに転居。同年12月、母親は統一教会に入信。
1956年3月、小学校を卒業。ソウルの龍山区青波洞（チョンパドン）の教団本部で文鮮明と初めて出会う。
済州島で暮らし、孝敦（ヒョウドン）初等学校に通った。母親の順愛が教会で奉仕生活（文鮮明の食事係）をすることになり、鶴子と祖母は順愛の弟に引き取られた。ソウルの「善正（ソンジョン）女子中学」を卒業。カトリック系統の「聖ヨセフ病院」の看護補助員となる。
1957年、文鮮明は崔先吉と離婚した。

### 文鮮明と結婚

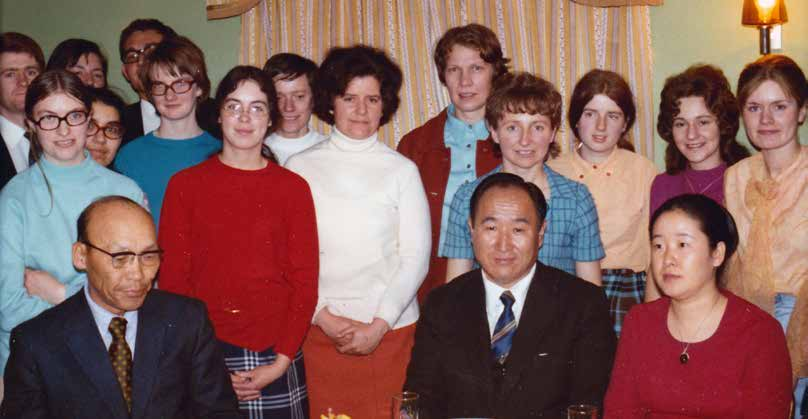
文鮮明、韓鶴子、信者たち。1972年、ロンドンにて。

1960年3月17日（陰暦3月1日）、41歳の文鮮明との佳約式（約婚式）が行われた。鶴子は17歳だった。同年4月11日、「聖婚式」と呼ばれる儀式を行った。
文鮮明との間に14人の子どもをもうけた。統一教会においては歴史上初めて完成した女性として全人類の「真（まこと）の母」と意義付けされ、教団内では「真のお母様」と呼ばれる。「真の父」であるとされる夫の文鮮明とともに呼ぶときは「真の（御）父母様」（正式には「天地人真の父母様」）と呼ばれる。
1962年5月5日、文鮮明と鶴子は「仙和子供舞踊団」（リトルエンジェルス芸術団の前身）を創設した。
1985年、米国で行われた第13回「科学の統一に関する国際会議」において、アメリカで収監中の夫に代わり、演説を行った。
1992年4月10日、韓国でNGO「世界平和女性連合」の創設大会が開かれ、総裁に就任。同年9月24日、同団体の日本支部が設立。東京ドームで行われた創設大会で鶴子は講演した。この年以降、鶴子は世界各地を講演で訪問するようになった。
2000年6月23日、国連NGOの「世界平和教育者国際連合」(IAEWP) から「グランプリ平和賞」を授与された。
韓国の雑誌『女性朝鮮』2003年3月号に、「13名の子供を産み育て文鮮明氏の妻としての私の42年間」と題する、韓鶴子の単独インタビュー記事が掲載された。
2006年5月13日から24日にかけて、日本の12か都市で「天宙平和連合（UPF）祖国郷土還元日本大会」が開催。鶴子と文国進は講演を行った。男女計2,500組の合同結婚式も併催された。
2008年4月18日、七男の文亨進が統一教会の世界会長ならびに韓国会長に就任。宗教側（統一教）の後継者は文亨進に、事業側（統一グループ）の後継者は四男の文國進（문국진）と整理された。

### 文鮮明が他界
2012年7月、文鮮明が1万人の信者を目の前にした講演の最中、「母はいない。文総裁の妻の位置もありません。自分勝手だ。自分勝手！」と発言した。衰弱した夫を意のままに操ろうとする鶴子への不満のあらわれとされた。同年9月3日、文鮮明が教団施設の清心国際病院で死去した。9月末、七男の文亨進は韓国会長を解任され、跡目争いから脱落した。
2013年1月初め、文亨進は米国に戻った。米国総会長を務めていた梁昌植（ヤン・チャンシク）が韓国に移り、韓国会長に就任した。同年3月、四男の文國進は統一財団理事長兼統一グループ会長職を辞任。米国に戻り、自身が所有する銃器会社の経営に専念することとなった。鶴子は総裁として、宗教・企業・財団などすべての実権を掌握した。
2019年10月6日、「孝情文化祝福フェスティバル 名古屋4万名大会」が常滑市の愛知県国際展示場で開催され、鶴子はメインスピーカーとして出席した。4000組8000名が鶴子から「既成祝福」を受け、県議会議員と市議会議員合わせて70組の中から36組72名の夫婦が代表家庭として登壇し、成婚の儀式を行った。
2020年2月4日、鶴子の自叙伝『인류의 눈물을 닦아주는 평화의 어머니』が김영사から出版された。同年3月10日、自叙伝の日本語版『人類の涙をぬぐう平和の母』が光言社から正式に出版された。

### 世界本部長にユン・ヨンホを任命

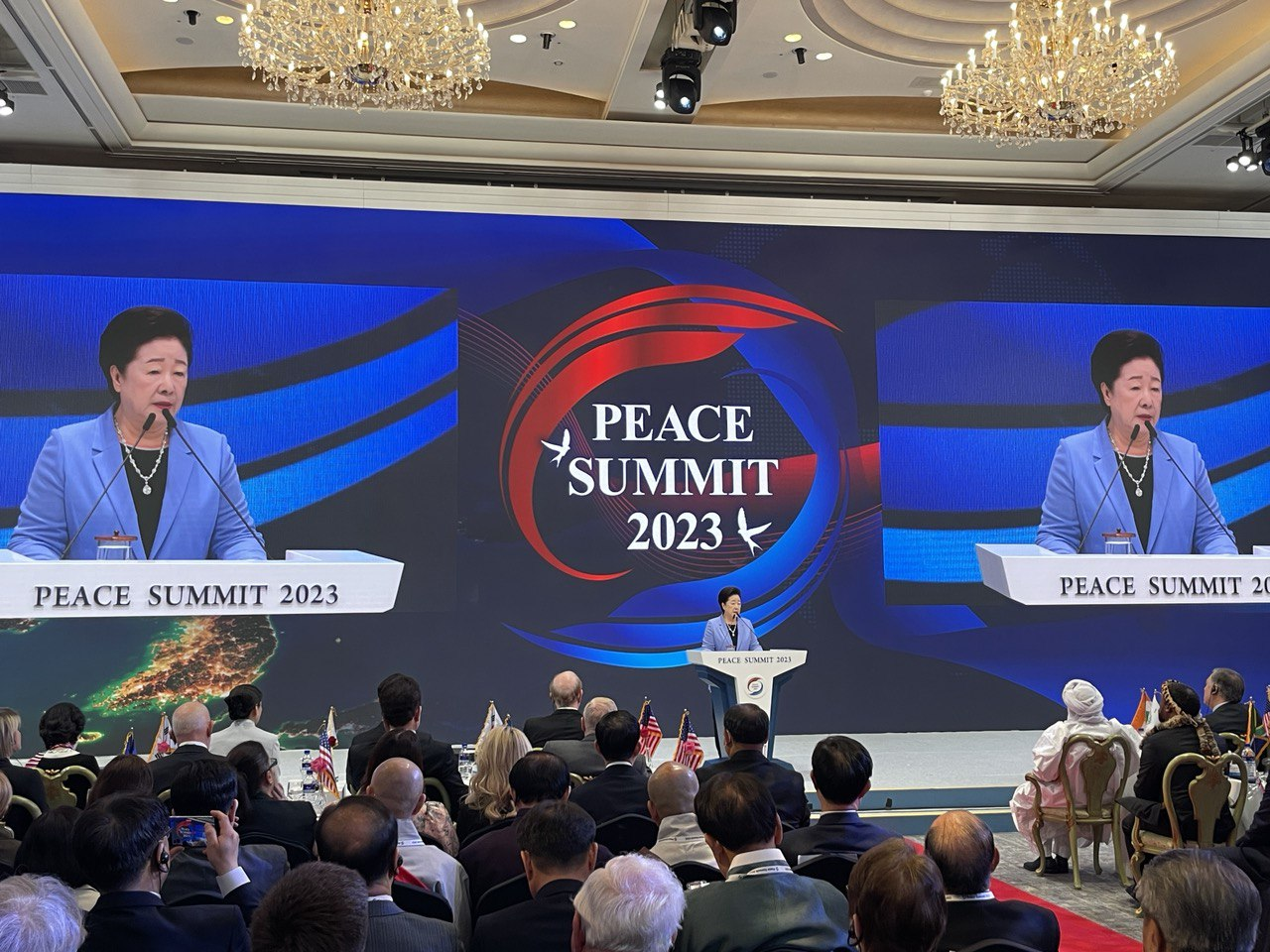
UPF主催のピースサミット2023にて（2023年5月3日）

2020年4月1日、鶴子は「これ以上、統一教会でもなく家庭連合でもない『天の父母様教団』、英語では『Heavenly Parents Church』と名称を変更しようと思います」と宣言した。この宣言は4月5日、「真のお母様特別メッセージ」として教団の公式チャンネルから全国の信者へ、限定公開設定で配信された。
同年5月8日、鶴子は、PeaceTVがインターネット中継した「『天の父母様聖会の出発』天地人真の父母様天宙聖婚60周年記念特別集会』」を通じて、すべての教団系NGO（＝摂理機関）を新たに組織する「天の父母様聖会（Heavenly Parent Holy Community）」に集約させると述べた。名称変更はひと月ほどで撤回された。そして、宣教本部を強化するとして、世界本部長に事務総長兼秘書副室長のユン・ヨンホ（윤영호）を任命した。
2022年1月5日、鶴子は金庫から1億ウォンを出し、大統領選挙候補の国民の力の尹錫悦のために使用する目的で、同党議員の権性東（クォン・ソンドン、권성동）に渡すよう、ユン・ヨンホに指示した。ユン・ヨンホはソウル特別市汝矣島の中華レストランで権性東と会った。現金を渡した後、権性東に「尹錫悦候補のために使ってほしい」というショートメールを送った。妻で教団の財政局長を務めていたイ・シネを通じて1億ウォンを渡したともされる。
同年2月から3月にかけての間、権性東は鶴子が住む京畿道加平郡の天正宮を2回訪問。ひざまずいて頭を深々と下げ、韓鶴子から紙袋を受け取った。紙袋には大統領選挙資金名目の現金が入っていたとされる。
同年3月2日、鶴子はソウル市松坡区のロッテホテルワールドに教団幹部約120人を集め、大統領選挙で尹錫悦を支持すると明言。尹への投票を信者に促すよう、幹部たちに指示した。ユン・ヨンホは、教団の1地区（ソウル特別市・仁川広域市）、2地区（京畿道・江原特別自治道）、3地区（忠清北道・忠清南道）、4地区（全北特別自治道・全羅南道）、5地区（慶尚北道・慶尚南道）の各地区長5人を呼び集め、尹錫悦支持を重ねて強調した。そして4地区の地区長を除く4人の地区長に、国民の力の地域組織を支援するという名目で、それぞれ現金数千万ウォンを渡した。4地区の地区長は受け取りを拒否した。総額2億ウォンあまりが各地区長を通じて同党の地方組織に流れたとされる。
同年3月9日、韓国で大統領選挙が行われ、尹錫悦が共に民主党の李在明を小差で破り第20代大統領に当選した。同年3月22日、ユン・ヨンホは鶴子の命を受け、当選した尹錫悦と面会した。統一教会は当時、カンボジアのメコン川周辺に「アジア太平洋統一本部」建設の計画を進めていた。ユン・ヨンホは4月から7月にかけて、「コンジン法師」と呼ばれる呪術師のチョン・ソンベ（전성배）を通じて、尹錫悦の妻の金建希（キム・ゴニ）に802万ウォン（約83万円）のシャネルのバッグ、1271万ウォン（約132万円）の同バッグ、6220万ウォン（約643万円）のグラフのダイヤモンドのネックレスを贈った。チョンは大統領選では尹錫悦の選対本部の下部組織で顧問の肩書で活動していた。韓国政府は6月、カンボジアに対する対外経済協力基金次官支援限度額を既存の7億ドルから15億ドルに大幅に増やした。
同年6月頃、韓国の春川警察署は、韓鶴子、総裁秘書室長の鄭元周（チョン・ウォンジュ、정원주、女性）ら教団幹部計12人が2008年から2011年にかけてラスベガスのカジノで約600億ウォン（約64億円）を使ったという情報を入手し、捜査を進めた。この情報は教団側に漏れ、尹大統領の関係者の介入により捜査は途中で止められたとされている。
2023年5月9日、鶴子は世界本部長のユン・ヨンホを解任した。同年5月23日、ユン・ヨンホの後任として宋龍天（ソン・ヨンチョン）が世界本部長に就任した。

### 天務院副院長に鄭元周を任命
2024年6月15日、教団は組織再編し、鶴子をトップとする「天務院」を新設した。実質的なトップにあたる副院長には韓鶴子の側近中の側近である鄭元周が総裁秘書室長兼務で就任した。鄭元周は教団ナンバー2の地位にのぼりつめた。世界本部長の宋龍天は、事実上の降格処分となる世界宣教本部本部長に就任することとなった。
2025年4月4日、大統領弾劾成立により、尹錫悦は罷免された。同年4月30日、ソウル南部地方検察庁はソウル特別市瑞草区の高級マンション・アクロビスタにある尹錫悦前大統領・金建希夫妻の自宅の家宅捜索に着手した。検察は、ユン・ヨンホが前述のシャネルのバッグとグラフのダイヤモンドのネックレスを尹錫悦の妻の金建希への贈り物として、前述のチョン・ソンベに渡した事実を把握した。贈与の総額は数億ウォンにのぼるとみられる。ユン・ヨンホは「贈り物は韓鶴子総裁の意向に従ったもので、すべて総裁の決裁を得たうえでの行動だった」と供述しており、検察は、ユン・ヨンホが鶴子の指示により、尹錫悦・金建希夫妻に以下の5つの案件を請託した疑いがあるとして捜査を進めている。
- ニュース専門放送局のYTNの買収
- カンボジア開発事業の支援[注 8]
- 国連第5事務局の誘致
- 教育部長官の行事への参加
- 尹錫悦の大統領就任式への招請

同年5月23日、ソウル南部地検はこの日までに、鶴子を出国禁止にする措置を取った。
同年7月7日、金建希の疑惑を捜査する特別検察官チームが、韓鶴子を複数の不正事件の被疑者として立件したことが報道により明らかとなった。前述のとおり韓鶴子ら教団幹部計12人は信者の献金を元手にしてラスベガスのカジノで約600億ウォン（約64億円）をつぎ込み、巨額の金を失っている。そしてカジノ側に明細書を発行してもらうなどしてアメリカの税務当局に申告している。公訴時効は15年であることから、韓らは脱税の容疑をかけられている。
同年7月18日、金建希の疑惑を捜査する特別検察官チームは、加平郡雪岳面にある天正宮、加平郡清平にある教団本部、ソウル龍山区にあるソウル本部を家宅捜索し、関係書類などを押収した。韓鶴子が住む天正宮は、ウォン、ドル、円の札束と貴金属であふれていた。押収捜索令状には、韓鶴子と天務院中央行政室長の李青祐（イ・チョンウ、이청우）が特定犯罪加重処罰法違反などの被疑者として明示された。7月22日、ユン・ヨンホは特別検察官チームから14時間にわたる取り調べを受け、請託行為について「すべて韓総裁に報告して許可を得て実行した」と供述した。
同年7月31日、特別検察官チームの調べにより、教団が大統領選候補の尹錫悦のために使用する目的で2022年1月に権性東に1億ウォンを渡したこと、韓鶴子らがラスベガスで違法賭博を行った疑惑に対する警察捜査情報を教団側に流したのは権性東だったことなどが明らかとされた。
同年8月17日、鶴子は、天務院副院長の鄭元周と同中央行政室長の李青祐を同時に解任した。また、2022年の大統領選に際し命令で国民の力の地方組織に選挙資金を渡したとされる当時の地区長たちに対しても、その役職を解任した。天宙平和連合の韓国会長のパク・ヨンベ（박영배）もその中に含まれていた。

## 家族
- 洪順愛（ホン・スネ） - 韓鶴子の母。1914年3月18日、平安北道定州にて、洪唯一と趙元模の長女として生まれる。平安南道安州郡新義里で育つ。弟に洪順貞がいる。1933年または1934年3月5日に結婚。1933年から「黄国周」の伝道隊員として活動[75]。1936年4月、平壌聖徒学院卒業。同年、母の趙元模と共に「新イエス教会」をやめ、鐵山の「聖主教」に移る。1942年2月末、韓承運と出会う。1943年2月10日、平安南道 の安州郡の信里で、韓承運とのあいだの子である鶴子を出産[76]。1952年、済州島に避難。何ヶ月か生活し、婚約者（もしくは夫）である「鄭錫鎮（錫珍）」（鄭恒俊と金聖道の次男。「鄭錫天」の弟。別名「鄭平和」）と暮らした。教義により性交が禁じれていため、鄭錫鎮が出て行き、別れた。1955年12月、統一教会に入信。1989年11月3日に死去。享年76。
- 韓承運（ハン・スンウン） - 韓鶴子の父。韓承雲ともされる。1909年生まれ。1942年10月頃、妊娠中の洪順愛の親から「婿養子として迎える」との話を持ち出されるも、これを断り、鶴子の出産前に洪順愛と別れた。1978年に死去。2016年、洪順愛生誕103周年を記念して、韓承運の墓は洪順愛の墓と合葬された。

## 著書
- 『天一国時代の幸福な人々 2006 word tour真のお母様の訓読会み言精選集』光言社、2007年1月。ISBN 978-4876563159。
- 『真の母のまなざし―韓鶴子女史御言選集 出生から結婚・世界平和講演まで』光言社、2007年12月13日。ISBN 978-4-87656-328-9。
- 인류의 눈물을 닦아주는 평화의 어머니. 김영사. (2020年2月4日). ISBN 978-8934988519
  - 『人類の涙をぬぐう平和の母』光言社、2020年3月10日。ISBN 978-4876563784。